# Tlanchinol
Tlanchinol är en ort i Mexiko.   Den ligger i kommunen Tlanchinol och delstaten Hidalgo, i den sydöstra delen av landet, 180 km norr om huvudstaden Mexico City. Tlanchinol ligger 1 540 meter över havet och antalet invånare är 4 180.
Terrängen runt Tlanchinol är bergig åt nordost, men åt sydväst är den kuperad. Tlanchinol ligger uppe på en höjd. Runt Tlanchinol är det ganska glesbefolkat, med 48 invånare per kvadratkilometer. Närmaste större samhälle är Lototla, 17,8 km söder om Tlanchinol. I omgivningarna runt Tlanchinol växer i huvudsak städsegrön lövskog.